# Intertelecom
Intertelecom (ukr. Інтертелеком) – ukraiński dostawca usług telefonii komórkowej z siedzibą w Odessie.
Przedsiębiorstwo zostało założone w 2001 roku.